# Ghalapuji, Muddebihal
Ghalapuji là một làng thuộc tehsil Muddebihal, huyện Bijapur, bang Karnataka, Ấn Độ.